# Staurodiscus gotoi
Staurodiscus gotoi är en nässeldjursart som först beskrevs av Uchida 1927.  Staurodiscus gotoi ingår i släktet Staurodiscus och familjen Hebellidae. Inga underarter finns listade i Catalogue of Life.